# Maison Krsmanović
La maison Krsmanović (en serbe cyrillique : Крсмановићева кућа ; en serbe latin : Krsmanovićeva kuća) est située à Belgrade, la capitale de la Serbie, dans la municipalité urbaine de Savski venac. Construite en 1885, elle est inscrite sur la liste des monuments culturels de grande importance de la république de Serbie et sur la liste des biens culturels de la ville de Belgrade.

## Présentation

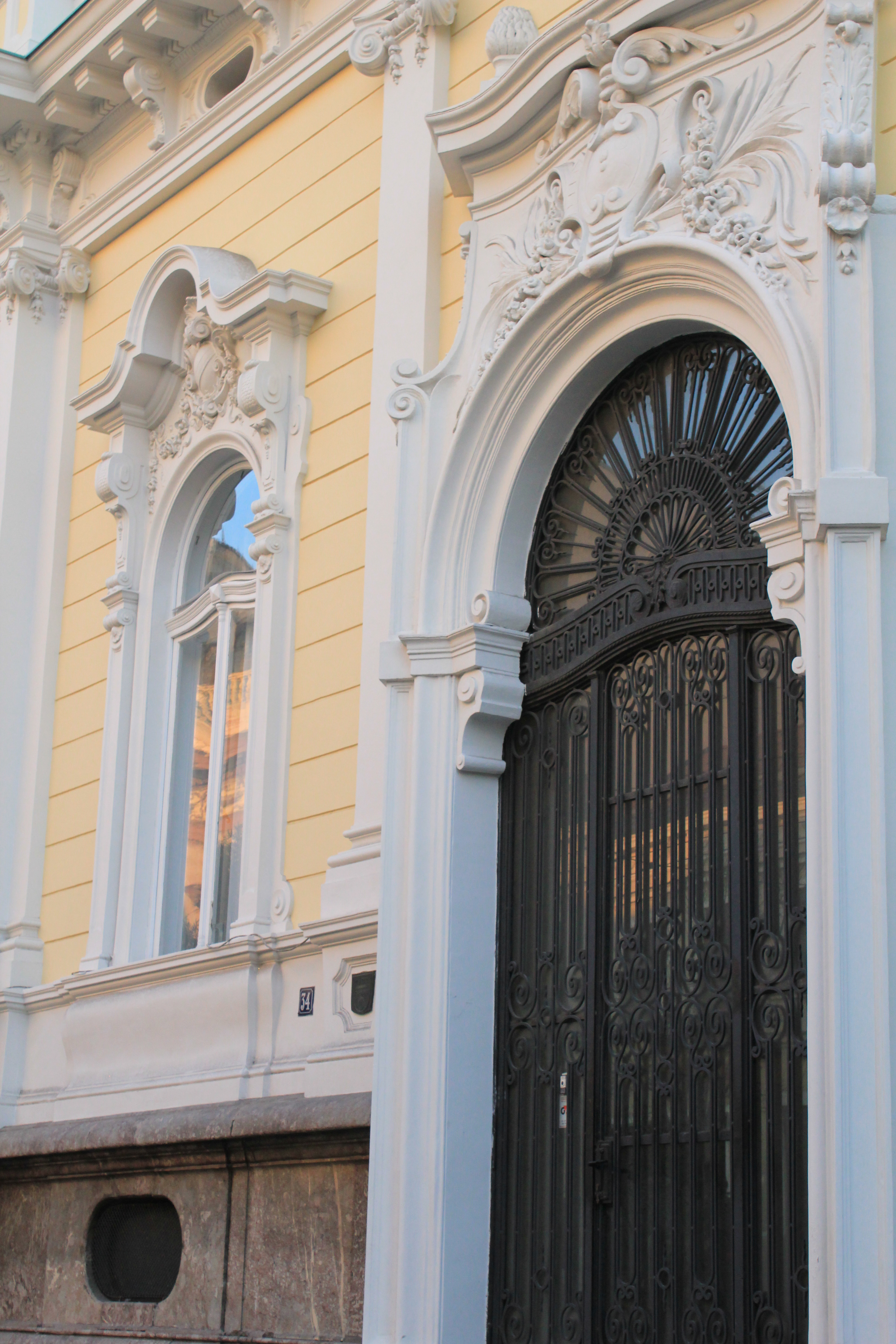
La maison Krsmanović, détail

La maison Krsmanović est située au n° 34 de Terazije, au centre de Belgrade. Elle a été construite en 1885 sur des plans de l'architecte Jovan Ilkić pour servir de résidence familiale au riche marchand Marko O. Marković. Elle a été achetée en 1898 par les frères Krsmanović et, après leur rupture, elle revenue à Aleksa Krsmanović, l'un des plus riches marchands de Belgrade. La maison fut alors avancée de 30 m de part et d'autre du vestibule initial. Entre 1918 et 1922, elle a servi de palais royal au temps du royaume des Serbes, Croates et Slovènes,.
La maison se veut une construction d'apparat et est dotée d'une riche décoration intérieure et extérieure. Le fort dénivelé du terrain crée une différence dans la disposition des étages. Du côté de la rue, l'édifice comporte un sous-sol et un rez-de-chaussée, tandis que la façade sur cour compte deux étages dominant un jardin en terrasses. La façade sur cour est ornée d'une balustrade baroque qui se prolonge par un double escalier,.

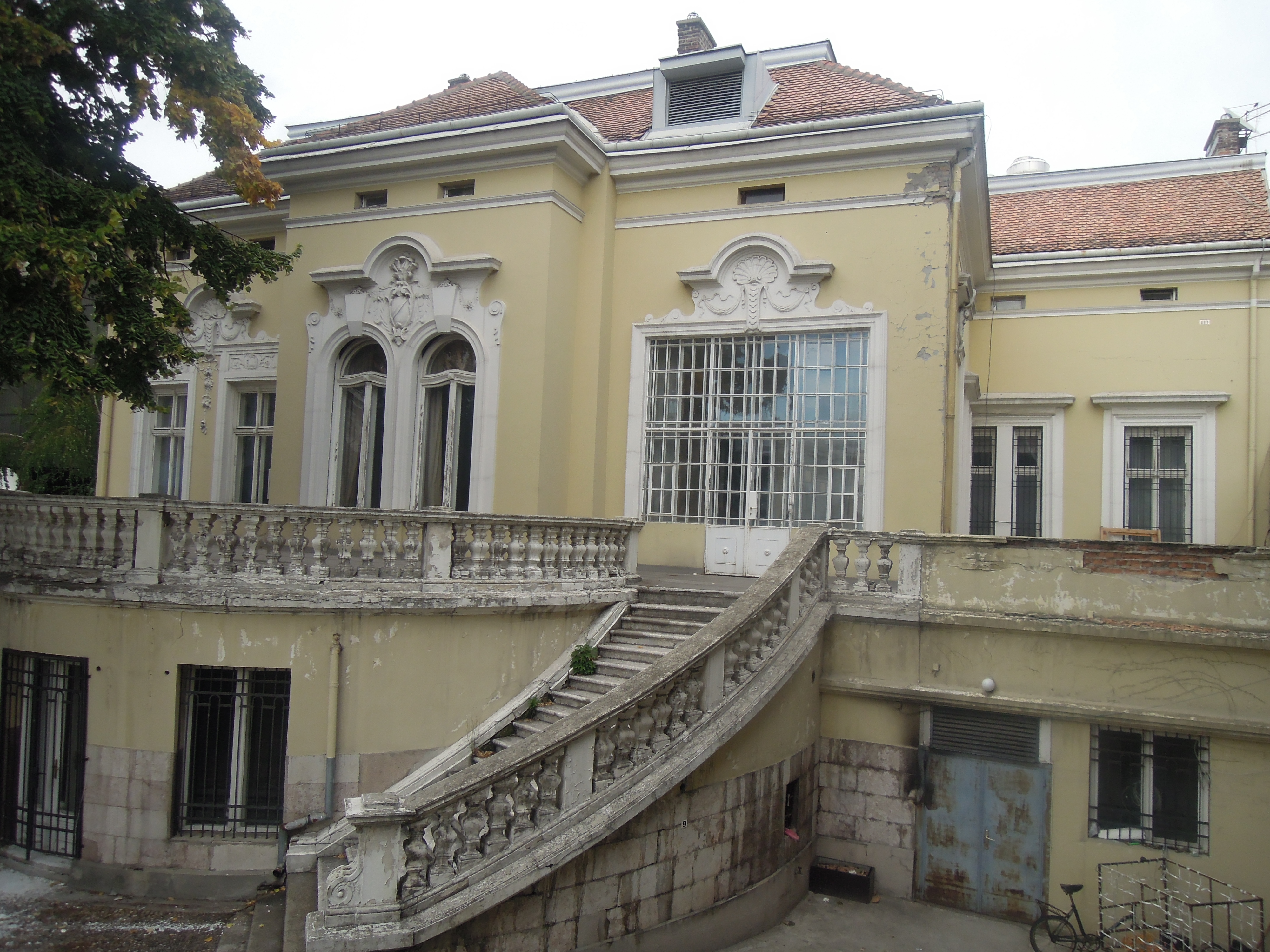
Façade sur cour

La maison doit son importance au fait qu'elle constitue l'un des édifices néobaroques les plus importants des dernières décennies du XIXe siècle à Belgrade et en Serbie. Le bâtiment a été restauré en 1987.

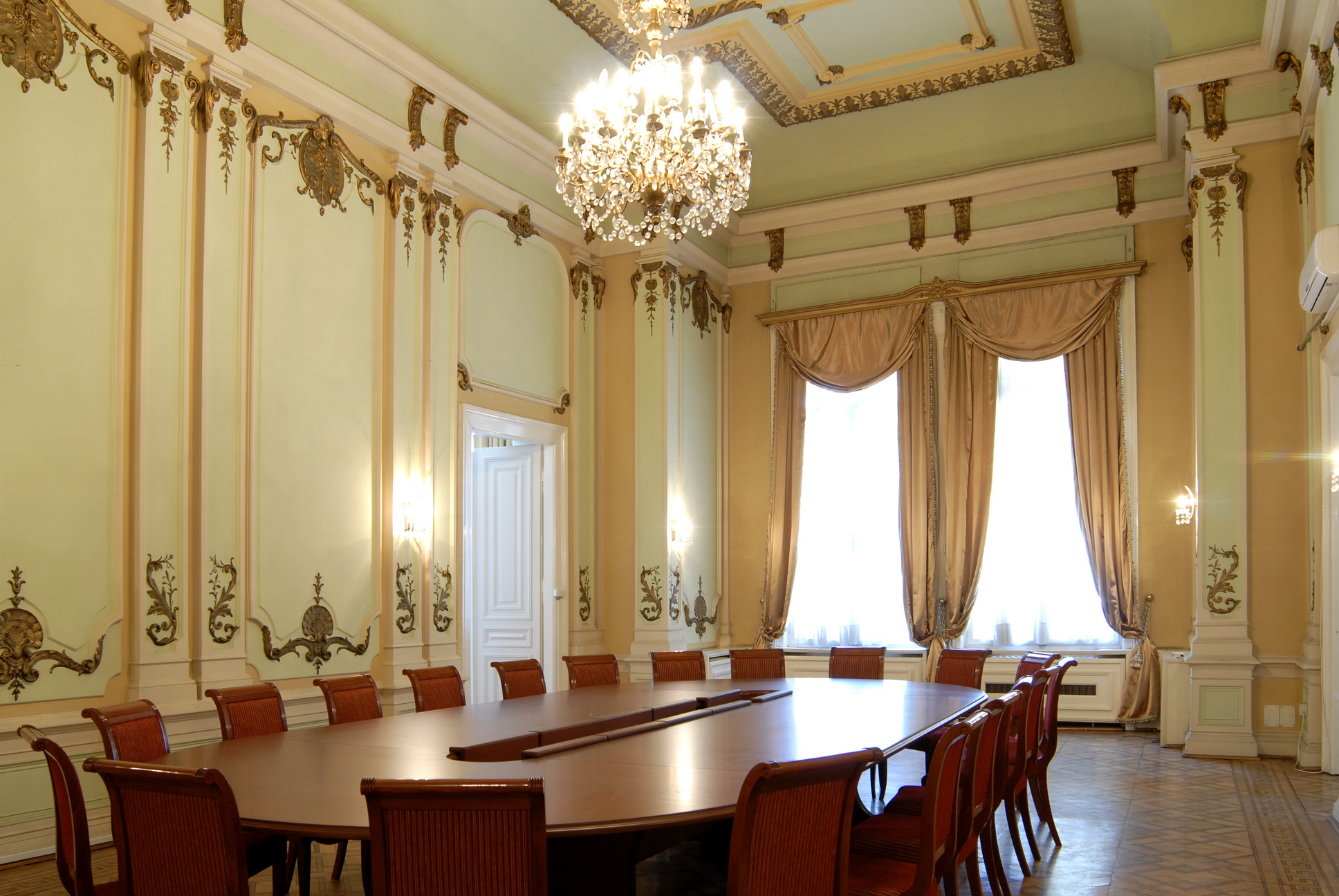
La salle de bal